# پروانه (فیلم ۲۰۰۳)
پروانه (به هندی: Parwana) فیلمی محصول سال ۲۰۰۳ و به کارگردانی دیپاک بحری است. در این فیلم بازیگرانی همچون اجی دیوگن، آمیشا پاتل، پوجا باترا، قادرخان، شارات ساکسنا، گلشن گروور، آکیلندرا میشرا، کتکی داو ایفای نقش کرده‌اند.